# 1955 في فرنسا
فيما يلي قوائم الأحداث التي وقعت خلال عام 1955 في فرنسا.

## سياسة

### انتهاء فترة المنصب
- 1 ديسمبر – مارسيل داسو نائب فرنسي.
- 1 ديسمبر – روبير شومان نائب فرنسي.
- 1 ديسمبر – فرنسوا ميتران نائب فرنسي.
- 1 ديسمبر – مارسيل داسو نائب فرنسي.
- 1 ديسمبر – موريس فيوليت نائب فرنسي.
- 1 ديسمبر – هوبير ماغا نائب فرنسي.

## رياضة
- 1 يناير – سباق باريس روبيه 1955

## ظهور
- 1 يناير – رواية فرنسية جديدة الرواية الجديدة.

## أفلام
من الأفلام التي صدرت هذه السنة في فرنسا:
- 1 يناير – السيد أركيدين من إخراج أورسن ويلز.
- 1 يناير – مذكرات الرائد طومسون من إخراج بريستون ستورجس.

## مواليد

### يناير
- 1 يناير – جان-لو جوستين عالم فرنسي في الطفيليات.
- 14 يناير – دومينيك روشيتو لاعب كرة قدم فرنسي.
- 28 يناير – نيكولا ساركوزي
- 29 يناير – بيير بورداج

### فبراير
- 13 فبراير – ألبرت غيمريتش لاعب كرة قدم.
- 24 فبراير – ألن بروست سائق سيارة سباق فرنسي.

### مارس
- 17 مارس – إيلي بوب لاعب كرة قدم.
- 21 مارس – فيليب تروسيه لاعب كرة قدم فرنسي.
- 27 مارس – كريستيان سارون متسابق دراجات نارية فرنسي.

### أبريل
- 5 أبريل – كريستيان غوركوف لاعب كرة قدم.
- 21 أبريل – أريك مونبيرست لاعب كرة قدم فرنسي.
- 28 أبريل – جان ماري ميشيل درّاج طريق فرنسي.
- 30 أبريل – نيكولا إولو

### مايو
- 3 مايو – جان لاسال سياسي فرنسي.
- 29 مايو – باسكال دوسابان ملحن فرنسي.

### يونيو
- 5 يونيو – ريجيس جوفري روائي فرنسي.
- 12 يونيو – قاي لاكومب لاعب كرة قدم.
- 14 يونيو – مارك ديورانت دراج فرنسي.
- 21 يونيو – ميشيل بلاتيني
- 26 يونيو – فيليب ستريف
- 26 يونيو – ماكسيم بوسيس لاعب كرة قدم فرنسي.
- 27 يونيو – إيزابيل أدجاني ممثلة فرنسية.

### يوليو
- 29 يوليو – جان لو إيتوري لاعب كرة قدم فرنسي.

### أغسطس
- 9 أغسطس – ماتيو ليندون صحفي فرنسي.
- 14 أغسطس – غاي جينيت لاعب كرة قدم فرنسي.

### سبتمبر
- 13 سبتمبر – مارتين لو كوز كاتبة فرنسية.
- 19 سبتمبر – دومينيك ارنو دراج فرنسي.
- 21 سبتمبر – فرانسوا كلوزيه ممثل فرنسي.
- 27 سبتمبر – شارلي بيرار دراج فرنسي.

### أكتوبر
- 3 أكتوبر – فيروزه نهاوندى
- 7 أكتوبر – يويو ما
- 10 أكتوبر – هيبوليت جيراردو ممثل فرنسي.
- 12 أكتوبر – بريجيت لاهايي ممثلة، مذيعة راديو، معلقة رياضية وممثلة إباحية سابقة من فرنسا..
- 12 أكتوبر – سيرج فنتوريني شاعر فرنسي.

### نوفمبر
- 30 نوفمبر – ايمانويل بيرنهايم

### ديسمبر
- 1 ديسمبر – أوليفر رويير لاعب كرة قدم فرنسي.
- 11 ديسمبر – جان ميشال ريمون فيزيائي فرنسي.
- 16 ديسمبر – لورينز أمير بلجيكا، أرشيدوق النمسا وإستي مدير بلجيكي.
- 18 ديسمبر – دومينيك مارايس لاعب كرة قدم فرنسي.
- 22 ديسمبر – جان لوي غوتييه درّاج طريق فرنسي.

## وفيات

### يناير
- 1 يناير – ليون برشيه (مواليد 1889)

### فبراير
- 23 فبراير – بول كلوديل (مواليد 1868) دبلوماسي فرنسي.

### مارس
- 9 مارس – جان تشازي (مواليد 1882)
- 15 مارس – هنري لو كلارك (مواليد 1870)

### أبريل
- 10 أبريل – بيير تيلار دي شاردان (مواليد 1881)
- 18 أبريل – هنري رولين (مواليد 1885) صحفي فرنسي.

### مايو
- 4 مايو – لوي شارل بريغيه (مواليد 1880)
- 30 مايو – جان هللو (مواليد 1885) سياسي فرنسي.

### أغسطس
- 17 أغسطس – فرناند ليجيه (مواليد 1881) رسام فرنسي.

### نوفمبر
- 27 نوفمبر – آرثر هونيغر (مواليد 1892) ملحن سويسري.